# Regeringen Sorsa I
Regeringen Sorsa I var Republiken Finlands 56:e regering bestående av SDP, Centerpartiet, SFP och LFP. Ministären regerade från 4 september 1972 till 13 juni 1975. Oljekrisen 1973 innebar ekonomiska svårigheter för Finland och regeringssamarbetet försvårades i det ändrade läget. Till sist utlyste president Urho Kekkonen nyval år 1975. Regeringen ersattes av en opolitisk ämbetsmannaregering för de sista månaderna före riksdagsvalet 1975.
| Minister                                                                     | Ämbetsperiod                                                                                   | Parti         |
| ---------------------------------------------------------------------------- | ---------------------------------------------------------------------------------------------- | ------------- |
| Statsminister Kalevi Sorsa Ahti Karjalainen, ställföreträdare                | 4 september 1972–13 juni 1975 4 september 1972–13 juni 1975                                    | SDP Centern   |
| Minister i statsrådets kansli Matti Louekoski                                | 4 september 1972–13 juni 1975                                                                  | SDP           |
| Utrikesminister Ahti Karjalainen                                             | 4 september 1972–13 juni 1975                                                                  | Centern       |
| Minister i utrikesministeriet Jussi Linnamo Jermu Laine                      | 4 september 1972–5 maj 1973 5 maj 1973–13 juni 1975                                            | SDP           |
| Justitieminister Matti Louekoski                                             | 4 september 1972–13 juni 1975                                                                  | SDP           |
| Inrikesminister Heikki Tuominen                                              | 4 september 1972–13 juni 1975                                                                  | opolitisk     |
| Minister i inrikesministeriet Pekka Tarjanne                                 | 4 september 1972–13 juni 1975                                                                  | LFP           |
| Försvarsminister Kristian Gestrin Carl-Olaf Homén                            | 4 september 1972–30 september 1974 1 oktober 1974–13 juni 1975                                 | SFP           |
| Finansminister Johannes Virolainen                                           | 4 september 1972–13 juni 1975                                                                  | Centern       |
| Minister i finansministeriet Esko Niskanen Heikki Tuominen                   | 4 september 1972–13 juni 1975 30 september 1974–13 juni 1975                                   | SDP opolitisk |
| Undervisningsminister Ulf Sundqvist Voitto Kallio Ulf Sundqvist              | 4 september 1972–31 maj 1974 1 juni 1974–9 september 1974 9 september 1974–13 juni 1975        | SDP           |
| Minister i undervisningsministeriet Marjatta Väänänen                        | 4 september 1972–13 juni 1975                                                                  | Centern       |
| Jord- och skogsbruksminister Erkki Haukipuro Heimo Linna                     | 4 september 1972–31 juli 1973 1 augusti 1973–13 juni 1975                                      | Centern       |
| Trafikminister Pekka Tarjanne                                                | 4 september 1972–13 juni 1975                                                                  | LFP           |
| Handels- och industriminister Grels Teir Jan-Magnus Jansson Kristian Gestrin | 4 september 1972–31 december 1972 1 januari 1973–30 september 1974 1 oktober 1974–13 juni 1975 | SFP           |
| Minister i handels- och industriministeriet Jussi Linnamo Jermu Laine        | 4 september 1972–5 maj 1973 5 maj 1973–13 juni 1975                                            | SDP           |
| Social- och hälsovårdsminister Seija Karkinen                                | 4 september 1972–13 juni 1975                                                                  | SDP           |
| Minister i social- och hälsovårdsministeriet Pentti Pekkarinen Reino Karpola | 4 september 1972–20 januari 1975 7 februari 1975–13 juni 1975                                  | Centern       |
| Arbetskraftsminister Valde Nevalainen                                        | 4 september 1972–13 juni 1975                                                                  | SDP           |